# Нови израелски шекел
Нови израелски шекел (хебрејски: שקל חדש; Шекел Хадаш) је званична валута у Израелу. Међународни код је ILS. Симбол за шекел је ₪. Шекел издаје Банка Израела. У 2009. години инфлација је износила 3,9%. Један шекел састоји се од 100 агори.
Уведен је 1986. током реформе у склопу плана економске стабилизације након економске кризе почетком 1980их у Израелу.
Постоје новчанице у износима 20, 50, 100 и 200 шекела и кованице од 10 агора и ½, 1, 2, 5 и 10 шекела.